# Nicolás Millán
Nicolás Millán, né le 17 novembre 1991 à Santiago du Chili, est un footballeur chilien. Il joue au poste d'attaquant.

## Biographie
Il est connu pour être le plus jeune joueur à représenter une équipe chilienne dans le football professionnel. Son entrée en jeu pour son club, Colo Colo, contre Santiago Wanderers à l'âge de 14 ans, neuf mois et 3 jours bat de façon considérable le précédent record de Frank Lobos. Millán a rejoint le club de Colo Colo en 2003, et a depuis obtenu une progression météorique parmi ses coéquipiers. Avant ses débuts, Millan montre ses capacités avec les moins de 17 ans, trouvant le chemin des filets à trois reprises en autant de matchs.
Millan est comparé à l'attaquant du Real Madrid Cristiano Ronaldo. Millán fut récemment lié au club italien de l'Inter Milan.
Son père Mark Quinn Millan a déclaré que son fils ne quittera pas le football chilien jusqu'à ses 18 ans, bien qu'il ait reçu une offre d'essai de la part de Chelsea en novembre 2006. Il joue maintenant pour le club du Rivadavia de Lincoln. 
Le jeune frère de Nicolás, Joseph Early Millan, a aussi montré un potentiel intéressant.